# Jiřina Hauková
Jiřina Hauková (* 27. Januar 1919 in Přerov; † 15. Dezember 2005 in Prag) war eine tschechische Dichterin und Übersetzerin.

## Leben
Hauková, Tochter von Karel Hauke, Redakteur der Tageszeitung Obzor („Horizont“) in Přerov, maturierte 1938 im Gymnasium ihrer Heimatstadt und studierte bis zur Schließung der Masaryk-Universität in Brünn 1939 Bohemistik und Anglistik. Anschließend begann sie als Redakteurin bei Obzor in Přerov. Nach dem Zweiten Weltkrieg studierte sie an der Philosophischen Fakultät der Prager Karls-Universität weiter und war bis 1950 im Ministerium für Volksaufklärung bei František Halas und im Ministerium für Information bei Adolf Hoffmeister tätig.
Hauková war ab 1945 Mitglied der Gruppe 42 (Skupina 42), in deren Geist sie auch schrieb. 1950 heiratete sie den Kunstkritiker Jindřich Chalupecký.

## Werke
Gedichtbände
Haukovás dichterische Werke sind ab ihrem zweiten Gedichtband Fremdes Zimmer (Cizí pokoj, 1946) von der modernen angloamerikanischen Poesie beeinflusst. In ihren Gedichten beschäftigt sie sich mit der Einsamkeit und Entfremdung in den Städten. Eine Auswahl ihres Werkes Triebe (Letorosty, mit einem Nachwort von Bedřich Fučík) wurde 1970 verboten. Eine Reihe ihrer Gedichtbände musste Hauková im Samisdat veröffentlichen. Gedichte aus der Zeit der Normalisierung beinhaltet die Sammlung Schmetterling und der Tod (Motýl a smrt – Selbstverlag 1976, Druck 1990).
- Přísluní, 1943
- Cizí pokoj, 1946
- Oheň ve sněhu, 1958
- Rozvodí času, 1967
- Spodní proudy, 1988
- Motýl a smrt, 1990
- Světlo v září, 1995
- Mozaika z vedřin, 1997
- Večerní prška, 2002

Übersetzungen
Neben eigenen Werken übersetzte sie auch aus dem Englischen unter anderem Edgar Allan Poe, T. S. Eliot, Emily Dickinson, Dylan Thomas, John Keats.

## Auszeichnungen
Für ihr Lebenswerk wurde Hauková 1996 gemeinsam mit Zbyněk Hejda mit dem Jaroslav-Seifert-Preis ausgezeichnet.

## Quelle
- Jiřina Hauková – Eintrag im Slovník české literatury po roce 1945, Institut für tschechische Literatur der AV ČR